# Mormyrus thomasi
Mormyrus thomasi es una especie de pez elefante eléctrico perteneciente al género Mormyrus en la familia Mormyridae presente en varias cuencas hidrográficas de África, entre ellas distintos cursos de agua del Congo francés aunque se desconocen antecedentes específicos donde se encontraría. Es nativa de probablemente de los actuales Chad, Gabón, la República Democrática del Congo y la República Centroafricana; y puede alcanzar un tamaño aproximado de 28,0 cm.

## Estado de conservación
Respecto al estado de conservación, se puede indicar que de acuerdo a la IUCN, esta especie puede catalogarse en la categoría «Datos insuficientes (DD)».